# B3 Bay 90
Die B3 Bay 90 waren dreiachsige Abteilwagen, die ursprünglich als Wagen der 1. und 2. Klasse mit der Blatt-Nr. 007 für die Pfälzischen Eisenbahnen gebaut wurden. Mit Einführung der 4. Klasse 1907 wurde das Abteil der ersten Klasse unter Beibehaltung der Sitzordnung in eines der zweiten Klasse umklassifiziert und die Wagen erhielten ein neues Gattungszeichen.

## Beschaffung
Wie auch bei anderen Länderbahnen so hatten auch bei den Pfälzischen Eisenbahnen die Abteilwagen den größten Anteil am Bestand der Personenwagen. In den Jahren zwischen 1890 und 1915 wurden so insgesamt 513 dreiachsige Abteilwagen verteilt auf sieben Bauarten beschafft. So mit der Blatt-Nr. 007 insgesamt 8 Stück in den Jahren 1890 und 1891.

## Konstruktive Merkmale

### Untergestell
Der Rahmen: Der Wagen bestand komplett aus Eisen und war aus Walzprofilen zusammengenietet. Die äußeren Längsträger hatten eine U-Form mit nach außen weisenden Flanschen. Als Zugeinrichtung hatten die Wagen Schraubenkupplungen mit Sicherheitshaken nach VDEV, die Zugstange war durchgehend und mittig gefedert. Als Stoßeinrichtung besaßen die Wagen Stangenpuffer mit einer Einbaulänge von 650 mm, die Pufferteller hatten einen Durchmesser von 370 mm.

### Laufwerk
Die Wagen hatten genietete Fachwerkachshalter aus Flacheisen mit der kurzen, geraden Bauform. Gelagert waren die Achsen in Gleitachslagern. Die Räder hatten Speichenradkörper und einen Raddurchmesser von 1.014 mm. Die mittlere Achse war seitlich verschiebbar.
Gebremst wurden die Wagen mit einer Handspindelbremse im hochgesetzten Bremserhaus. Zusätzlich war eine Druckluftbremse der Bauart Schleifer eingebaut.

### Wagenkasten
Das Wagenkastengerippe bestand aus einem hölzernen Ständerwerk. Es war außen mit Blech und innen mit Holz verkleidet. Die Seitenwände waren an den Unterseiten leicht eingezogen. Die Wagen besaßen ein flach gewölbtes Dach mit Oberlichtaufbau. Das hochgesetzte, geschlossene Bremserhaus war beidseitig zugänglich und in der Verlängerung des Oberlichtaufbaus in das Dach integriert.
Der Innenraum hatte insgesamt vier Abteile mit gepolsterten Sitzbänken: eins der 1. Klasse mit 5 Sitzplätzen und drei der 2. Klasse mit je 7 Sitzplätzen. Die Reihung der Abteile war von der Bremserhausseite aus gesehen: II, II, I, II. Die Wagen hatten insgesamt 4 Aborte, jedes Abteil war dabei separat mit einem von diesem durch eine seitliche Tür verbunden.

### Ausstattung
Zur Beheizung verfügten die Wagen über eine Dampfheizung. Die Belüftung erfolgte über Klappen im Bereich des Oberlichtaufbaus.
Die Beleuchtung erfolgte durch Gaslampen, die Vorratsbehälter mit einem Gesamtvolumen von 910 Litern hingen in Wagenlängsrichtung am Rahmen.

## Bemerkung
Mit dem Wechsel der Wagen in untergeordnete Dienste wurde das Abteil der 1. Klasse ohne Änderung der Sitzaufteilung zu einem solchen der 2. Klasse umgezeichnet und die Wagen erhielten eine geänderte Gattungsbezeichnung.

## Skizzen, Musterblätter, Fotos

Ansicht zu Blatt 12 aus WV von 1893
Ansicht zu Blatt 12 aus WV von 1902
Ansicht zu Blatt 007 aus WV von 1913, mit Bremserhaus

## Wagennummern
Die Daten sind dem Wagenpark-Verzeichnis der Kgl.Bayer.Staatseisenbahnen – Pfälzisches Netz, aufgestellt nach dem Stande vom 31. März 1913, sowie den Büchern von Emil Konrad (Reisezugwagen der deutschen Länderbahnen, Band II) und  Albert Mühl (Die Pfalzbahn) entnommen.
| Blatt-Nr. Herstelld.         | Blatt-Nr. Herstelld.         | Blatt-Nr. Herstelld.         | Gattungszeichen je Epoche Wagennummern je Epoche (mit Direktionsangaben) | Gattungszeichen je Epoche Wagennummern je Epoche (mit Direktionsangaben) | Gattungszeichen je Epoche Wagennummern je Epoche (mit Direktionsangaben) | Gattungszeichen je Epoche Wagennummern je Epoche (mit Direktionsangaben) | Gattungszeichen je Epoche Wagennummern je Epoche (mit Direktionsangaben) | Gattungszeichen je Epoche Wagennummern je Epoche (mit Direktionsangaben) | Gattungszeichen je Epoche Wagennummern je Epoche (mit Direktionsangaben) | Gattungszeichen je Epoche Wagennummern je Epoche (mit Direktionsangaben) | Gattungszeichen je Epoche Wagennummern je Epoche (mit Direktionsangaben) | Fahrwerk      | Fahrwerk | Fahrwerk                  | Fahrwerk                  | Fahrwerk                  | Fahrwerk                  | Ausstattung               | Ausstattung               | Ausstattung                          | Ausstattung                          | Ausstattung                          | Ausstattung                          | Ausstattung                          | Ausstattung | Ausstattung | Zusatzinfos |
| Bau- jahr                    | Her- steller                 | Anz.                         | 1875                                                                     | 1902                                                                     | 1913                                                                     | Rep. 1919                                                                | DR (ab 1923)                                                             | DRG (ab 1930)                                                            | DRG Umbau                                                                | Ausge- mustert                                                           | letzt. Heimat-Bf.                                                        | Anz. Ach- sen | LüP      | Unt. Gest.                | Achs sen Art              | LA.                       | Brem- sen                 | Bl.                       | Hz.                       | Art u.Anz. Abteile (Sitze je Klasse) | Art u.Anz. Abteile (Sitze je Klasse) | Art u.Anz. Abteile (Sitze je Klasse) | Art u.Anz. Abteile (Sitze je Klasse) | Art u.Anz. Abteile (Sitze je Klasse) | Mil.        | Mil.        | Bemerkung   |
| Blatt-Nr. aus WV von Gattung | Blatt-Nr. aus WV von Gattung | Blatt-Nr. aus WV von Gattung | 12 1893 [P]                                                              | 12 1902 AB                                                               | 7 1913 D                                                                 |                                                                          | B3 Bay 90                                                                | B3 Bay 90                                                                |                                                                          |                                                                          |                                                                          |               |          | (siehe jeweilige Legende) | (siehe jeweilige Legende) | (siehe jeweilige Legende) | (siehe jeweilige Legende) | (siehe jeweilige Legende) | (siehe jeweilige Legende) | A                                    | I.                                   | II.                                  | III.                                 | IV.                                  | O           | M           | Ludwigsbahn |
| ---------------------------- | ---------------------------- | ---------------------------- | ------------------------------------------------------------------------ | ------------------------------------------------------------------------ | ------------------------------------------------------------------------ | ------------------------------------------------------------------------ | ------------------------------------------------------------------------ | ------------------------------------------------------------------------ | ------------------------------------------------------------------------ | ------------------------------------------------------------------------ | ------------------------------------------------------------------------ | ------------- | -------- | ------------------------- | ------------------------- | ------------------------- | ------------------------- | ------------------------- | ------------------------- | ------------------------------------ | ------------------------------------ | ------------------------------------ | ------------------------------------ | ------------------------------------ | ----------- | ----------- | ----------- |
| 1890                         | M.N.                         | 2                            | 11                                                                       | 11                                                                       |                                                                          |                                                                          |                                                                          | 22 120 Lu - 22 125 Lu                                                    |                                                                          |                                                                          |                                                                          | 3             | 11.600   | E                         | A4                        |                           | H Ssbr                    | G                         | D                         | 4                                    | 1 (5)                                | 3 21                                 |                                      |                                      | 20          |             |             |
| 1890                         | M.N.                         | 2                            | 16                                                                       | 16                                                                       |                                                                          |                                                                          |                                                                          | 22 120 Lu - 22 125 Lu                                                    |                                                                          |                                                                          |                                                                          | 3             | 11.600   | E                         | A4                        |                           | H Ssbr                    | G                         | D                         | 4                                    | 1 (5)                                | 3 21                                 |                                      |                                      | 20          |             |             |
| 1891                         | M.N.                         | 7                            | 17                                                                       | 17                                                                       |                                                                          |                                                                          |                                                                          | 22 120 Lu - 22 125 Lu                                                    |                                                                          |                                                                          |                                                                          | 3             | 11.600   | E                         | A4                        |                           | H Ssbr                    | G                         | D                         | 4                                    | 1 (5)                                | 3 21                                 |                                      |                                      | 20          |             |             |
| 1891                         | M.N.                         | 7                            | 18                                                                       | 18                                                                       |                                                                          |                                                                          |                                                                          | 22 120 Lu - 22 125 Lu                                                    |                                                                          |                                                                          |                                                                          | 3             | 11.600   | E                         | A4                        |                           | H Ssbr                    | G                         | D                         | 4                                    | 1 (5)                                | 3 21                                 |                                      |                                      | 20          |             |             |
| 1891                         | M.N.                         | 7                            | 19                                                                       | 19                                                                       |                                                                          |                                                                          |                                                                          | 22 120 Lu - 22 125 Lu                                                    |                                                                          |                                                                          |                                                                          | 3             | 11.600   | E                         | A4                        |                           | H Ssbr                    | G                         | D                         | 4                                    | 1 (5)                                | 3 21                                 |                                      |                                      | 20          |             |             |
| 1891                         | M.N.                         | 7                            | 20                                                                       | 20                                                                       |                                                                          |                                                                          |                                                                          | 22 120 Lu - 22 125 Lu                                                    |                                                                          |                                                                          |                                                                          | 3             | 11.600   | E                         | A4                        |                           | H Ssbr                    | G                         | D                         | 4                                    | 1 (5)                                | 3 21                                 |                                      |                                      | 20          |             |             |
| 1891                         | M.N.                         | 7                            | 21                                                                       | 21                                                                       |                                                                          |                                                                          |                                                                          | 22 120 Lu - 22 125 Lu                                                    |                                                                          |                                                                          |                                                                          | 3             | 11.600   | E                         | A4                        |                           | H Ssbr                    | G                         | D                         | 4                                    | 1 (5)                                | 3 21                                 |                                      |                                      | 20          |             |             |
| 1891                         | M.N.                         | 7                            | 22                                                                       | 22                                                                       |                                                                          |                                                                          |                                                                          | 22 120 Lu - 22 125 Lu                                                    |                                                                          |                                                                          |                                                                          | 3             | 11.600   | E                         | A4                        |                           | H Ssbr                    | G                         | D                         | 4                                    | 1 (5)                                | 3 21                                 |                                      |                                      | 20          |             |             |